# Хома Василь Платонович
Василь Платонович Хома (псевдо: «Архип Щербак», «Василь Щербак») (нар. 1 січня 1916, Опільсько, Австро-Угорщина (сучасний Сокальський район Львівщини) — пом. листопад 1941, Житомир) — український політичний діяч, один з керівників Похідних груп ОУН, очолював підгрупу ч.5, голова Проводу ОУНР на Житомирщині.

## Життєпис

### Дитинство, навчання, трудова діяльність
Народився в селянській родині. Навчався в народній школі в Опільському до 4-го класу, з 5-го до 7-го навчався в Сокалі. 1930 року вступив до сокальської учительської семінарії, звідки восени 1930 року був виключений з політичних мотивів. На початку 1931 року вступив до школи Товариства «Просвіта» у Миловані, котру закінчив в грудні 1931 року. Працював в Товаристві «Сільський господар» в Сокалі помічником агронома, згодом — в районній молочарні у Перв'ятичах. Писав статті до львівських газет, займався самоосвітою. В 1935 році Василь вступив до Українського господарського інституту в Подєбрадах (Чехія) на заочний відділ за фахом садівництва та техніки перероблення садовини і городини.

### Діяльність в ОУН в міжвоєнній Польщі
8 травня 1936 року Василь Хома був заарештований за приналежність до ОУН. 13 січня 1937 року Львівський окружний суд засудив «Щербака» до 5 років ув'язнення як зрадника батьківщини, районного провідника ОУН. Згодом апеляційний суд Львівської області підвищив термін ув'язнення до 9 років. Відбував покарання у Львові, Равічі, Короновому і Седльцях аж до розділу Польщі у вересні 1939 року.
Повернувся додому 16 вересня 1939 року, працював в уряді волості Хоробрів, але через слабке здоров'я полишив роботу. Після переїзду до Кракова керував друкарською майстернею при референтурі пропаганди ОУН.

### Похідні групи ОУН. Житомирщина
Після проголошення відновлення незалежности України 30 червня 1941 року, коли націоналісти відверто показали наміри мати власну державу, німці зарахували їх до ворогів і дали таємний наказ «знищувати як грабіжників». Організації змушені були стати підпільними. Як стверджують німецькі архівні документи, Бандера та соратники не вірили в перемогу Німеччини у війні і вважали, що прийде час, коли Німеччина «буде настільки ослаблена, що не зможе продовжувати війну. Скориставшись цією ситуацією, армія, створена з українців, зможе завдати нищівного удару по німецьких збройних силах і створити незалежну Українську державу. Створенню цієї держави не зможе перешкодити і Росія, знесилена після поразки у війні проти Німеччини». Для цього постійно проводилось залучення до ОУН нових людей з місцевих, впровадження в керівні структури окупаційної влади націоналістів, постійна агітація та пропаганда, збирання та переховування зброї та боєприпасів, залишених відступаючою Червоною Армією.
Хома прийшов на Житомирщину з похідними групами ОУН, завдання яких було встановлювати українську владу. Маршрут Північної похідної групи пролягав через Волинь на Київ і далі, на Харків. Стати головою обласного проводу ОУН-Б Василеві було доручено після вимушеного переходу в підпілля (внаслідок переслідувань гестапівцями) Івана Луцюка «Рудящого». До цього Василь був очільником Пулинської округи. Завдання, яке незмінно стояло перед очільниками обласного проводу, було одне — підготовка антинімецького повстання. Під керівництвом Хоми — «Щербака» на Житомирщині працювали такі відомі підпільники, як Роман Марчак «Моргун», Сергій Отченаш «Сатанчук», Галина Чуйко, Микола Кравс, Петро Петрига «Улас». Бандерівська організація набула поширення в області — майже в кожному районі були осередки, які готувались до атаки німецьких військ.
В Житомирі Хома жив на вулиці Хлібній та Путятинській, мав документи на ім'я лікаря Архипа Щербака. Затриманий гестапівцями у листопаді 1941 року і незабаром розстріляний. Житомирський історик Іван Ковальчук стверджує, що «нацисти повісили його на Сінному ринку».
Учасник підпілля Юрій Варгоцький висловив думку, що німці не знали про арешт та знищення очільника обласного проводу — настільки серйозною була конспірація. В гестапо думали, що арештували простого підпільника, тому й швидко розстріляли. Загинувши сам, Василь Хома не видав нікого з побратимів. Галина Чуйко говорила, що «подія ця зачепила всіх, хто співпрацював з ним. Василя всі поважали і цінили як провідника і приятеля. Були певні, що він нікого і нічого не зрадить.»
Похований в Житомирі, на Богунії, на 11-му кілометрі.